# Episodi di Hélène e i suoi amici (seconda stagione)
La seconda stagione della serie televisiva Hélène e i suoi amici è stata trasmessa in anteprima in Francia da TF1 tra il 7 settembre 1992 e il 31 dicembre 1992.
| nº | Titolo originale                      | Titolo italiano | Prima TV Francia  | Prima TV Italia |
| -- | ------------------------------------- | --------------- | ----------------- | --------------- |
| 1  | La cassette                           |                 | 7 settembre 1992  |                 |
| 2  | Thomas                                |                 | 8 settembre 1992  |                 |
| 3  | Double jeu                            |                 | 10 settembre 1992 |                 |
| 4  | La craquerie                          |                 | 11 settembre 1992 |                 |
| 5  | La poussière dans l'oeil              |                 | 14 settembre 1992 |                 |
| 6  | Une nouvelle vie                      |                 | 15 settembre 1992 |                 |
| 7  | Démasqué!                             |                 | 17 settembre 1992 |                 |
| 8  | Opération éjection                    |                 | 18 settembre 1992 |                 |
| 9  | Aveux difficiles                      |                 | 21 settembre 1992 |                 |
| 10 | La vie reprend                        |                 | 22 settembre 1992 |                 |
| 11 | La contr'attaque                      |                 | 23 settembre 1992 |                 |
| 12 | Le bon profil                         |                 | 24 settembre 1992 |                 |
| 13 | L'amour n'a pas de (grand) prix       |                 | 25 settembre 1992 |                 |
| 14 | Le bal des vampires                   |                 | 28 settembre 1992 |                 |
| 15 | La rougeole                           |                 | 29 settembre 1992 |                 |
| 16 | L'ouragan du Texas                    |                 | 30 settembre 1992 |                 |
| 17 | Qui sème l'ouragan récolte la tempête |                 | 1º ottobre 1992   |                 |
| 18 | Le départ                             |                 | 2 ottobre 1992    |                 |
| 19 | Cédric                                |                 | 5 ottobre 1992    |                 |
| 20 | La chose                              |                 | 6 ottobre 1992    |                 |
| 21 | Détective privé                       |                 | 7 ottobre 1992    |                 |
| 22 | La chanson                            |                 | 8 ottobre 1992    |                 |
| 23 | L'enregistrement                      |                 | 9 ottobre 1992    |                 |
| 24 | Un ingénieur en or massif             |                 | 12 ottobre 1992   |                 |
| 25 | La séance du siècle                   |                 | 13 ottobre 1992   |                 |
| 26 | Le mensonge                           |                 | 14 ottobre 1992   |                 |
| 27 | La déchéance                          |                 | 15 ottobre 1992   |                 |
| 28 | Le fond du trou                       |                 | 16 ottobre 1992   |                 |
| 29 | Le pardon                             |                 | 19 ottobre 1992   |                 |
| 30 | Le promoteur                          |                 | 20 ottobre 1992   |                 |
| 31 | Rêves de grande oeuvre                |                 | 21 ottobre 1992   |                 |
| 32 | Une soirée rock (1ère partie)         |                 | 22 ottobre 1992   |                 |
| 33 | Une soirée rock (2ème partie)         |                 | 23 ottobre 1992   |                 |
| 34 | Le sac en croco                       |                 | 2 novembre 1992   |                 |
| 35 | Le regret                             |                 | 3 novembre 1992   |                 |
| 36 | Une amie d'enfance                    |                 | 5 novembre 1992   |                 |
| 37 | Le coup de foudre                     |                 | 6 novembre 1992   |                 |
| 38 | Le grand manitou                      |                 | 9 novembre 1992   |                 |
| 39 | Les groupies                          |                 | 10 novembre 1992  |                 |
| 40 | La Finlande                           |                 | 12 novembre 1992  |                 |
| 41 | Les nouveaux                          |                 | 13 novembre 1992  |                 |
| 42 | Une place à prendre                   |                 | 16 novembre 1992  |                 |
| 43 | Éjection                              |                 | 17 novembre 1992  |                 |
| 44 | La gouttière                          |                 | 19 novembre 1992  |                 |
| 45 | Le soupçon                            |                 | 20 novembre 1992  |                 |
| 46 | L'intrus                              |                 | 23 novembre 1992  |                 |
| 47 | La drague                             |                 | 24 novembre 1992  |                 |
| 48 | Un percussionniste percutant          |                 | 26 novembre 1992  |                 |
| 49 | L'accident                            |                 | 27 novembre 1992  |                 |
| 50 | Le hootanany                          |                 | 30 novembre 1992  |                 |
| 51 | La caméra vidéo                       |                 | 1º dicembre 1992  |                 |
| 52 | La zizanie                            |                 | 3 dicembre 1992   |                 |
| 53 | La vue qui baisse                     |                 | 4 dicembre 1992   |                 |
| 54 | La cravate rose                       |                 | 7 dicembre 1992   |                 |
| 55 | Le nouvel âge                         |                 | 8 dicembre 1992   |                 |
| 56 | La tisane indienne                    |                 | 10 dicembre 1992  |                 |
| 57 | Le secret                             |                 | 11 dicembre 1992  |                 |
| 58 | La grande rousse                      |                 | 14 dicembre 1992  |                 |
| 59 | Le bord du gouffre                    |                 | 15 dicembre 1992  |                 |
| 60 | Amis                                  |                 | 17 dicembre 1992  |                 |
| 61 | Le portrait                           |                 | 18 dicembre 1992  |                 |
| 62 | Le retour (1ère partie)               |                 | 21 dicembre 1992  |                 |
| 63 | Le retour (2ème partie)               |                 | 22 dicembre 1992  |                 |
| 64 | L'Angleterre (1ère partie)            |                 | 23 dicembre 1992  |                 |
| 65 | L'Angleterre (2ème partie)            |                 | 24 dicembre 1992  |                 |
| 66 | La vie de célibataire                 |                 | 28 dicembre 1992  |                 |
| 67 | Back home                             |                 | 29 dicembre 1992  |                 |
| 68 | Diana                                 |                 | 30 dicembre 1992  |                 |
| 69 | L'adieu                               |                 | 31 dicembre 1992  |                 |